# Aerojet Rocketdyne RS-25
Aerojet Rocketdyne RS-25, znan tudi kot Space Shuttle Main Engine - SSME  ("Space Shuttlov glavni motor"), je večkrat uporabljivi tekočegorivni raketni motor, ki se je uporabljal na raketoplanu Space Shuttle. Space Shuttle je uporabljal tri motorje RS-25. Gorivo je bil tekoči vodik (LH2), oksidator pa tekoči kisik (LOX). Gorivo in oksidator sta bila ohlajena na kriogenične temperature. RS-25 je prvič poletel v misiji STS-1 12. aprila 1981. RS-25 so s časom večkrat prenovili in izboljšali. Motor so po vsakem letu razstavili, opravili inšpekcijo in ga pripravili za naslednji let. RS-25 je bil izredno zanesljiv motor, na 135 letih je bilo izvedeno 405 "motornih ciklov", od tega je bil samo en cikel neuspešen. 
Motor je v vakuumu razvil 512300 lbf (2279 kN) potiska, na nivoju morja pa 418000 lbf (1860 kN). Specifični impulz je bil 452 s (vakuum) in 366 s na nivoju morja. Masa motorja je bila okrog 35 metrskih ton (77.000 funtov). Motor je lahko deloval v razponu 67% - 109% nazivne moči. Temperature na "hladnemu" delu so bile 253 °C (−423 °F) na vročem pa 3315 °C (6000 °F). 
Motor se bo uporabljal tudi za pogon raket v predlaganem programu Space Launch System.